# Gedenkstein Teuchern
Der Gedenkstein Teuchern ist ein denkmalgeschützter Gedenkstein in der Stadt Teuchern in Sachsen-Anhalt. Im örtlichen Kulturdenkmalverzeichnis ist er unter der Erfassungsnummer 094 66218 als Kleindenkmal.
Beim Gedenkstein Teuchern handelt es sich um einen mannshohen Findling an der Kreuzung Grünerweg und Bahnstraße in Teuchern. In dem Findling ist eine Kanonenkugel eingefügt und eine Inschriftentafel angebracht. Der Gedenkstein wurde 1913 am 100. Jahrestag der Völkerschlacht des Befreiungskrieges von 1813 bis 1815 errichtet. Im Vorfeld der Schlacht soll es zum Kampfhandlungen in der Nähe von Teuchern durch vornehmlich österreichische Einheiten gekommen sein. Der Gedenkstein ist ein Beispiel für die wilhelminische Instrumentalisierung der Befreiungskriege. Der Gedenkstein wurde 2017 unter Denkmalschutz gestellt.